# Istmina
Istmina è un comune della Colombia facente parte del dipartimento di Chocó.
Il centro abitato venne fondato da Juan Nepomuceno Mosquera e Rosalia Urrutia nel 1834 con il nome di San Pablo, che fu mutato nel 1903 in Istmina, contrazione di isthmus e minas. Il territorio comunale copre 1880 km2, si trova a un'altezza media s.l.m. di 79 metri e la sua temperature media è di 26.7 °C. Dista 75 km dalla capitale del dipartimento, Quibdó.
È sede della diocesi della Chiesa cattolica di Istmina-Tadó.